# Safet Sušić
Safet Sušić (Zavidovići, 13 de abril de 1955) es un entrenador de fútbol y exjugador de Bosnia y Herzegovina.

## Trayectoria como jugador
Sušić, apodado "Pape", comenzó su carrera en el club Krivaja en Zavidovići. Dio sus primeros pasos en Hajderovici. Como un hombre joven fue trasladado al FK Sarajevo, donde jugó 600 partidos y anotó 400 goles. Durante la temporada 1979-1980, estuvo al frente de la liga yugoslava con 21 goles. En 1979 fue honrado como el mejor jugador de fútbol en Yugoslavia y como el mejor atleta de Bosnia y Herzegovina. 
En 1982 fue transferido al Paris Saint-Germain, donde se convirtió en una estrella en el escenario europeo. Sušić alcanza el tope 54 veces, anotando 21 goles para el equipo nacional de Yugoslavia, entre 1977 y 1990. Fue transferido al club francés Red Star Saint-Ouen en 1991, y se retiró después de la temporada 1991-1992. 
También jugó con Yugoslavia el mundial de España 1982, la eurocopa de Francia 1984 y el mundial de Italia 1990, donde marcó el primer tanto de la goleada yugoslava de 4-1 sobre Emiratos Árabes Unidos.
En 2004, para celebrar el Jubileo de la UEFA, fue seleccionado como el Jugador de Oro de Bosnia y Herzegovina de la Asociación de Fútbol de Bosnia y Herzegovina como su jugador más destacado de los últimos 50 años. "Para clasificar a Safet Susic con los grandes de todos los tiempos, tendría que ponerlo por lo menos en el top 40," - dijo Gerd Müller (probablemente el mayor goleador en la historia del fútbol).

Es bien sabido lo mucho que valoran y siguen valorando a Safet Sušić. Para mí él es el mejor, uno de los mejores de Yugoslavia. Probablemente uno de los mejores del mundo. Era costumbre a menudo decir que sus compañeros deberían pagar para jugar en el mismo equipo con Pape. Por lo menos siempre he pensado y hablado así. Pape era un tesoro para todos los delanteros. Sus centros eran increíbles. A veces su centro me golpeaba sin siquiera ser consciente de ello. Un magnífico jugador.

## Trayectoria como entrenador
Comenzó su carrera como técnico entrenando al AS Cannes en 1994. También ha dirigido a varios equipos turcos: Istanbulspor, Konyaspor, Ankaragücü, Çaykur Rizespor y Ankaraspor.
El 26 de diciembre de 2009, fue nombrado seleccionador de Bosnia-Herzegovina, con la cual hizo historia al clasificarla por primera vez a una Copa del Mundo, concretamente para Brasil 2014. Pese a caer en la fase de grupos de dicho torneo, fue renovado por dos años; pero acabó siendo despedido el 17 de noviembre de 2014 debido a los malos resultados de la selección en la fase de clasificación para la Eurocopa 2016.
El 13 de julio de 2015, firmó como nuevo técnico del Évian Thonon Gaillard FC. El 11 de enero de 2016, tras sumar un solo punto en 6 partidos, abandonó su cargo "de mutuo acuerdo" con el club, dejando al equipo de la Alta Saboya como 13.er clasificado con 21 puntos tras 20 jornadas de la Ligue 2.